# Morti nel 1987/Ottobre
| Questa pagina contiene informazioni ricavate automaticamente dalle voci biografiche con l'ausilio del template Bio e di un bot. L'aggiornamento è periodico e automatico e ricostruisce completamente la pagina. Se manca una persona in questa lista, sei pregato di non aggiungerla, ma accertati piuttosto che la sua voce biografica contenga il template Bio e che i dati anagrafici siano correttamente compilati. Se il template Bio manca, inseriscilo tu stesso o, in alternativa, metti l'avviso {{tmp\|Bio}} che ne segnala la mancanza. Se i dati riportati sono sbagliati, correggi direttamente la voce biografica; le modifiche saranno visibili in questa lista entro pochi giorni. Per chiarimenti vedi il progetto biografie. La lista contiene solo le 100 persone che sono citate nell'enciclopedia e per le quali è stato implementato correttamente il template Bio. Pagina aggiornata al 3 mar 2024. |

- 1º ottobre - June Clyde, attrice, cantante e ballerina statunitense (n. 1909)
- 1º ottobre - Geoffrey Jackson, diplomatico e scrittore britannico (n. 1915)
- 1º ottobre - István Palotás, allenatore di calcio e calciatore ungherese (n. 1907)
- 2 ottobre - Madeleine Carroll, attrice britannica (n. 1906)
- 2 ottobre - Peter Medawar, biologo e zoologo britannico (n. 1915)
- 2 ottobre - Russell Rouse, sceneggiatore, regista e produttore cinematografico statunitense (n. 1913)
- 3 ottobre - Jean Anouilh, drammaturgo, regista teatrale e sceneggiatore francese (n. 1910)
- 3 ottobre - Hans Gál, compositore e pianista austriaco (n. 1890)
- 3 ottobre - Mahamat Idriss, altista ciadiano (n. 1942)
- 5 ottobre - Vladimir Akimov, pallanuotista sovietico (n. 1953)
- 5 ottobre - Walter Del Medico, calciatore italiano (n. 1920)
- 5 ottobre - Richard Kubus, calciatore tedesco (n. 1914)
- 5 ottobre - Meindert Niemeijer, compositore di scacchi e mecenate olandese (n. 1902)
- 6 ottobre - Grete Heckscher, schermitrice danese (n. 1901)
- 6 ottobre - Roald Jensen, calciatore norvegese (n. 1943)
- 6 ottobre - José Neto, calciatore portoghese (n. 1935)
- 6 ottobre - Eugen Steimle, militare tedesco (n. 1909)
- 7 ottobre - Ivan Belošević, calciatore jugoslavo (n. 1909)
- 7 ottobre - Gino Fondi, ciclista su strada italiano (n. 1920)
- 8 ottobre - Spencer Gordon Bennet, regista cinematografico statunitense (n. 1893)
- 8 ottobre - Ilmari Honkanen, militare finlandese (n. 1909)
- 8 ottobre - Mario Sestito, avvocato e politico italiano (n. 1928)
- 8 ottobre - Kōnstantinos Tsatsos, politico greco (n. 1899)
- 9 ottobre - Clare Boothe Luce, giornalista, scrittrice e attrice statunitense (n. 1903)
- 9 ottobre - Reginald Frederick Lawrence, aracnologo sudafricano (n. 1897)
- 9 ottobre - Giovanni Maggiò, imprenditore e dirigente sportivo italiano (n. 1929)
- 9 ottobre - Carlos Volante, calciatore argentino (n. 1905)
- 10 ottobre - Behice Boran, sociologa e politica turca (n. 1910)
- 10 ottobre - Jaroslav Bouček, calciatore cecoslovacco (n. 1912)
- 10 ottobre - István Závodi, calciatore ungherese (n. 1911)
- 11 ottobre - Uwe Barschel, politico tedesco (n. 1944)
- 11 ottobre - Eske Brun, politico danese (n. 1904)
- 11 ottobre - Enrico Buonafede, compositore e direttore d'orchestra italiano (n. 1920)
- 11 ottobre - Ernie Fortney, cestista statunitense (n. 1915)
- 11 ottobre - Alfred Kieffer, calciatore lussemburghese (n. 1904)
- 11 ottobre - Ezio Meneghello, calciatore italiano (n. 1919)
- 11 ottobre - Jaime Pardo Leal, politico, avvocato e sindacalista colombiano (n. 1941)
- 11 ottobre - Erich Peter, generale tedesco (n. 1919)
- 12 ottobre - Fahri Korutürk, militare e politico turco (n. 1903)
- 12 ottobre - Alf Landon, politico statunitense (n. 1887)
- 12 ottobre - Heinz Vollmar, calciatore tedesco (n. 1936)
- 13 ottobre - Walter Houser Brattain, fisico statunitense (n. 1902)
- 13 ottobre - Carlos Cillóniz, calciatore peruviano (n. 1910)
- 13 ottobre - Kishore Kumar, attore e cantante indiano (n. 1929)
- 14 ottobre - Rodolfo Halffter, compositore e direttore d'orchestra spagnolo (n. 1900)
- 14 ottobre - Giuseppe Moscato, giornalista e scrittore italiano (n. 1921)
- 15 ottobre - Pete Carpenter, compositore, arrangiatore e trombonista statunitense (n. 1914)
- 15 ottobre - Thomas Andrew Donnellan, arcivescovo cattolico statunitense (n. 1914)
- 15 ottobre - Friedrich Jürgenson, regista svedese (n. 1903)
- 15 ottobre - Nik Novecento, attore e personaggio televisivo italiano (n. 1964)
- 15 ottobre - Thomas Sankara, militare, politico e rivoluzionario burkinabé (n. 1949)
- 15 ottobre - Donald Wandrei, scrittore statunitense (n. 1908)
- 15 ottobre - Lois Zellner, sceneggiatrice statunitense (n. 1901)
- 16 ottobre - Augusto Cerino Canova, giurista italiano (n. 1942)
- 16 ottobre - Joseph Höffner, cardinale e arcivescovo cattolico tedesco (n. 1906)
- 16 ottobre - Gabriele Salviati, velocista italiano (n. 1910)
- 16 ottobre - Aleksandr Seryj, regista sovietico (n. 1927)
- 16 ottobre - Tommy Veitch, calciatore scozzese (n. 1949)
- 17 ottobre - Aniello Coppola, giornalista italiano (n. 1924)
- 17 ottobre - Ruby Dandridge, attrice e conduttrice radiofonica statunitense (n. 1900)
- 17 ottobre - Roderich Menzel, tennista e scrittore cecoslovacco (n. 1907)
- 17 ottobre - József Nemes, calciatore ungherese (n. 1911)
- 18 ottobre - Giuliano Gusso, politico italiano (n. 1925)
- 18 ottobre - Emanuel von und zu Liechtenstein, principe liechtensteinese (n. 1908)
- 18 ottobre - Louis Miriani, politico statunitense (n. 1897)
- 18 ottobre - Joseph Schauers, canottiere statunitense (n. 1909)
- 19 ottobre - Giorgio Cansacchi, giurista italiano (n. 1905)
- 19 ottobre - Hermann Lang, pilota motociclistico e pilota automobilistico tedesco (n. 1909)
- 19 ottobre - Marcel Paulus, calciatore lussemburghese (n. 1920)
- 19 ottobre - Jacqueline du Pré, violoncellista britannica (n. 1945)
- 20 ottobre - Andrej Nikolaevič Kolmogorov, matematico sovietico (n. 1903)
- 20 ottobre - Mecha Ortiz, attrice argentina (n. 1900)
- 20 ottobre - Leto Prunecchi, calciatore italiano (n. 1925)
- 21 ottobre - Pál Gábor, regista ungherese (n. 1932)
- 21 ottobre - He Yingqin, generale e politico cinese (n. 1890)
- 21 ottobre - Salme Rootare, scacchista estone (n. 1913)
- 22 ottobre - Lino Ventura, attore e lottatore italiano (n. 1919)
- 22 ottobre - Antonio d'Asburgo-Lorena, nobile (n. 1901)
- 23 ottobre - Henri Arnaudeau, calciatore francese (n. 1922)
- 23 ottobre - Della H. Raney, infermiera statunitense (n. 1912)
- 23 ottobre - Jimmy Mullen, calciatore inglese (n. 1923)
- 23 ottobre - Alejandro Scopelli, allenatore di calcio e calciatore argentino (n. 1908)
- 25 ottobre - Valentin Michajlovič Borisov, linguista e aforista russo (n. 1924)
- 25 ottobre - Pascal Jules, ciclista su strada francese (n. 1961)
- 26 ottobre - Giuseppe Alliegro, scrittore, poeta e giornalista italiano (n. 1916)
- 26 ottobre - Aldo Boffi, calciatore italiano (n. 1915)
- 26 ottobre - Robert Allen Dyer, botanico sudafricano (n. 1900)
- 26 ottobre - Bjørge Lillelien, giornalista norvegese (n. 1927)
- 26 ottobre - Adam Wolanin, calciatore polacco (n. 1919)
- 27 ottobre - Iacopo Barsotti, matematico italiano (n. 1921)
- 27 ottobre - Jean Hélion, pittore francese (n. 1904)
- 27 ottobre - Mario Siciliano, regista e sceneggiatore italiano (n. 1925)
- 28 ottobre - Giulio Bolaffi, partigiano e filatelista italiano (n. 1902)
- 28 ottobre - André Masson, pittore francese (n. 1896)
- 28 ottobre - Ottorino Monaco, medico e politico italiano (n. 1901)
- 29 ottobre - Woody Herman, clarinettista, sassofonista e cantante statunitense (n. 1913)
- 29 ottobre - Vittorio Tavernari, scultore e pittore italiano (n. 1919)
- 30 ottobre - Joseph Campbell, saggista e storico delle religioni statunitense (n. 1904)
- 30 ottobre - Erich Frost, compositore e musicista tedesco (n. 1900)
- 31 ottobre - Raj Chandra Bose, matematico e statistico indiano (n. 1901)